# 贾龙河
贾龙河，位于中国云南省东部，是西江南盘江段右岸支流，发源于嵩明县杨林镇五龙山，东北流至宜良县马街镇南转南流，至宜良县城匡远街道城北村入南盘江。全长51.8公里，流域面积721.1平方公里。